# Zaliv Zyuydostovyy Kultuk
Zaliv Zyuydostovyy Kultuk är en vik i Azerbajdzjan.   Den ligger i distriktet Nefttjala, i den sydöstra delen av landet, 130 km söder om huvudstaden Baku.